# Fürst-Bariatinsky-Marsch
Der Fürst-Bariatinsky-Marsch ist ein Marsch von Johann Strauss (Sohn) (op. 212). Das Werk wurde am 10. August 1858 in Pawlowsk in Russland erstmals aufgeführt.